# Institut national du patrimoine artistique et historique

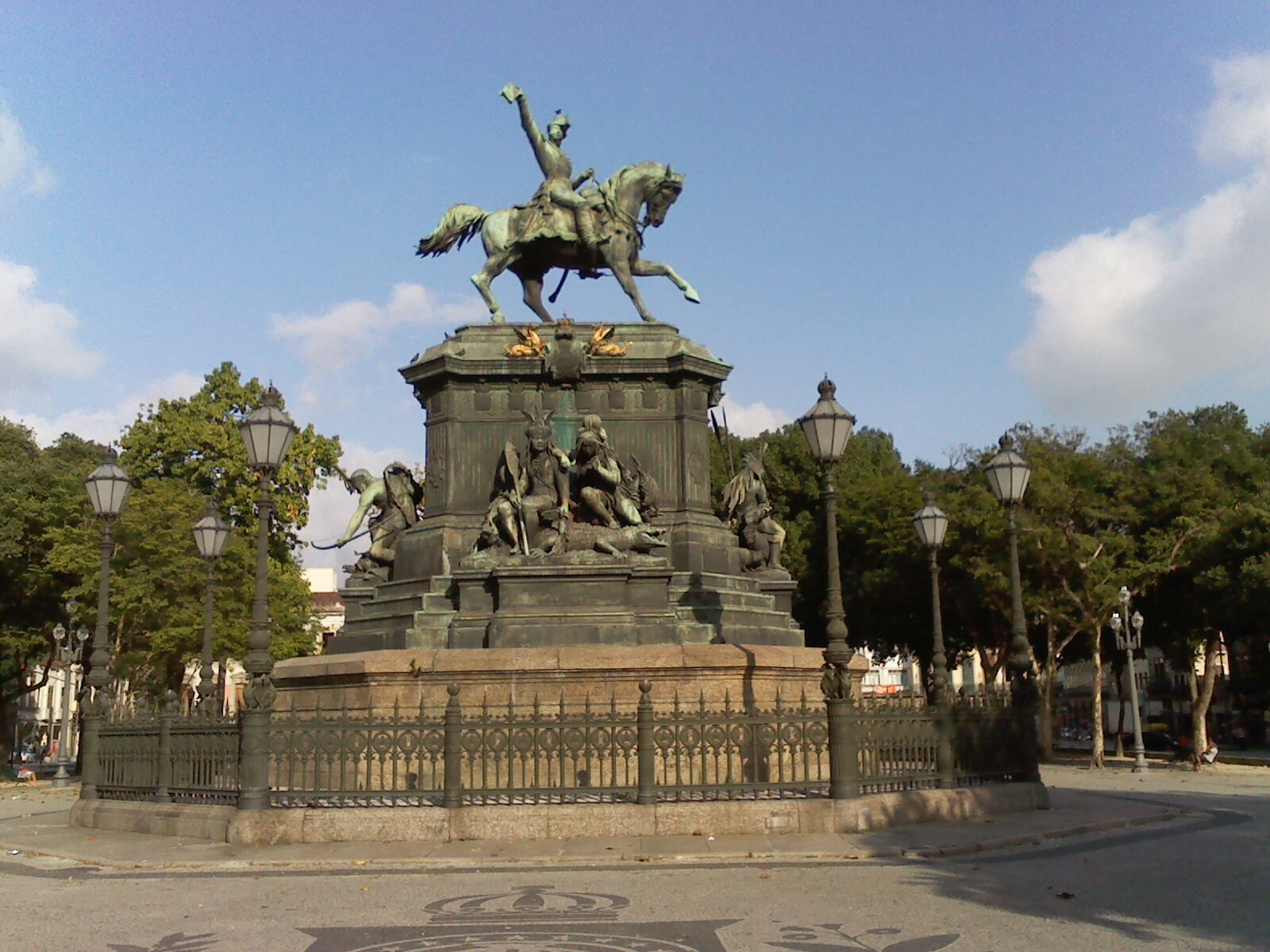
Statue équestre de Pierre Ier, première sculpture publique du pays, située dans le centre-ville de Rio de Janeiro. C'est un patrimoine historique national classé par l'IPHAN le 4 mars 1999.

L'Institut national du patrimoine artistique et historique, ou IPHAN pour Instituto do Patrimônio Histórico e Artístico Nacional en portugais, est un organisme public brésilien, dépendant du ministère de la Culture, chargé de la protection du patrimoine matériel et immatériel du Brésil. Fondé le 1er juillet 1934, il protégeait 1 047 sites en 2009.